# Best Times
Best Times è l'album di debutto del girl group danese Me, She & Her, pubblicato nel 1995 su etichetta discografica Edel Scandinavia.

## Tracce
1. Goin' Through the Motions – 3:48
2. Best Times of Our Lives – 4:14
3. 24 Hours a Day – 3:33
4. To Be a Lover – 3:37
5. I Count the Minutes – 3:35
6. Ain't No Sunshine – 2:30
7. Heed the Call – 3:56
8. I Saw the Light – 4:18
9. Going Thru My Heart – 3:49
10. I Can't Tell You Why – 4:38
11. So Into You – 4:34